# Багразян, Грант Самсонович
Грант Самсонович Багразян (арм. Հրանտ Սամսոնի Բագրազյան) (8 июля 1914, Андижан — 2 декабря 1995, Ереван) — советский и армянский драматург, журналист, писатель и сценарист.

## Биография
Родился 8 июля 1914 года в Андижане. Через несколько лет после рождения переехал в Москву и работал сначала в Московском метрополитене, затем на московских заводах. В 1941 году был мобилизован в армию в связи с началом ВОВ и прошёл всю войну. В 1944 году после демобилизации переехал в Армянскую ССР и поступил на филологический факультет ЕрГУ, который он окончил в 1948 году. Сотрудничал также на радио, написал несколько книг и пьес. По состоянию на 1981 год являлся членом Союза кинематографистом Армянской ССР.
Скончался 2 декабря 1995 года в Ереване.

## Фильмография

### Сценарист
- 1961 — Дорога